# آنالامانگا
 آنالامانگا  (Analamanga Region) یکی از ۲۲ منطقه کشور ماداگاسکار است که در بخش مرکزی کشور واقع شده است.

## ناحیه ها
منطقه آنالامانگا از ۸ ناحیه تشکیل شده است:
- آمبوهیدراتریمو (Ambohidratrimo)
- آندراماسینا (Andramasina)
- آنجوزوروبه (Anjozorobe)
- آنکازوبه (Ankazobe)
- آنتاناناریوو-آتسیموندرانو (Antananarivo-Atsimondrano)
- آنتاناناریوو-آوارادرانو (Antananarivo-Avaradrano)
- آنتاناناریوو-رنیووهیترا (Antananarivo-Renivohitra)
- مانجاکاندریانا (Manjakandriana)